# 28482 Bauerle
28482 Bauerle è un asteroide della fascia principale. Scoperto nel 2000, presenta un'orbita caratterizzata da un semiasse maggiore pari a 2,7750636 UA e da un'eccentricità di 0,1747815, inclinata di 2,07306° rispetto all'eclittica.